# Polygonale
 (décembre 2016).
Si vous disposez d'ouvrages ou d'articles de référence ou si vous connaissez des sites web de qualité traitant du thème abordé ici, merci de compléter l'article en donnant les références utiles à sa vérifiabilité et en les liant à la section « Notes et références ».
Dans le domaine de la topographie, une polygonale est un cheminement topographique fermé[Quoi ?], réalisé en centrage forcé à l'aide d'un tachéomètre, ou d'un théodolite équipé d'un instrument de mesure électronique des longueurs ("IMEL"), voire d'une station totale.

## Fonctions
L'objectif de toute polygonale réside dans l'exécution d'un levé topographique de détail afin de dresser un plan de l'emprise au sol des limites d'une propriété et/ou d'un ou de plusieurs bâtiments.

## Exécution de la polygonale
L'exécution d'une polygonale nécessite une station totale, un tachéomètre ou un théodolite équipé d'un IMEL, une paire de prismes munis chacun de leur embase et trois trépieds topographiques lourds (en bois) pour stationner les points de mesure.